# Miyamoto Toru
Toru Miyamoto (sinh ngày 3 tháng 12 năm 1982) là một cầu thủ bóng đá người Nhật Bản.

## Sự nghiệp câu lạc bộ
Toru Miyamoto đã từng chơi cho Avispa Fukuoka, Tochigi SC và Giravanz Kitakyushu.